# Threeways
Das Threeways ist eine kleine Siedlung, die 25 Kilometer nördlich von Tennant Creek auf der Einmündung des Barkly Highway auf den Stuart Highway im Northern Territory in Australien liegt.
Die Siedlung bildet den Abzweig des Barkly Highway östlich nach Townsville und ist eine historische Versorgungsstation im Outback.
In dieser Siedlung befinden sich eine Tankstelle, ein Gasthaus mit Lebensmittelladen, ein Informationscenter, ein 17-Betten-Motel mit Schwimmbad, ein teilweise schattiger Camping- und Caravanplatz und ein Grillplatz.
In unmittelbarer Nähe des Ortes kann eine Gedenkstätte für John Flynn (1880–1951) aufgesucht werden, der den Ort Treeways  und den Royal Flying Doctor Service sowie die Australian Inland Mission (AIM) gründete.